# Larteh (Volk)
Die Larteh sind ein Volk Ghana, die auch Gua, Late, Lete oder Kyerepon genannt werden.
Die Larteh sind Nachbarn der südlich gelegenen Ga Siedlungsgebiete, der nördlich gelegenen Siedlungsgebiete der Cherepon, der westlich gelegenen Akan (Twi) Gebiete und der östlich gelegenen Gebiete der Dangme
Sie sprechen das Larteh als Muttersprache.